# Удочка

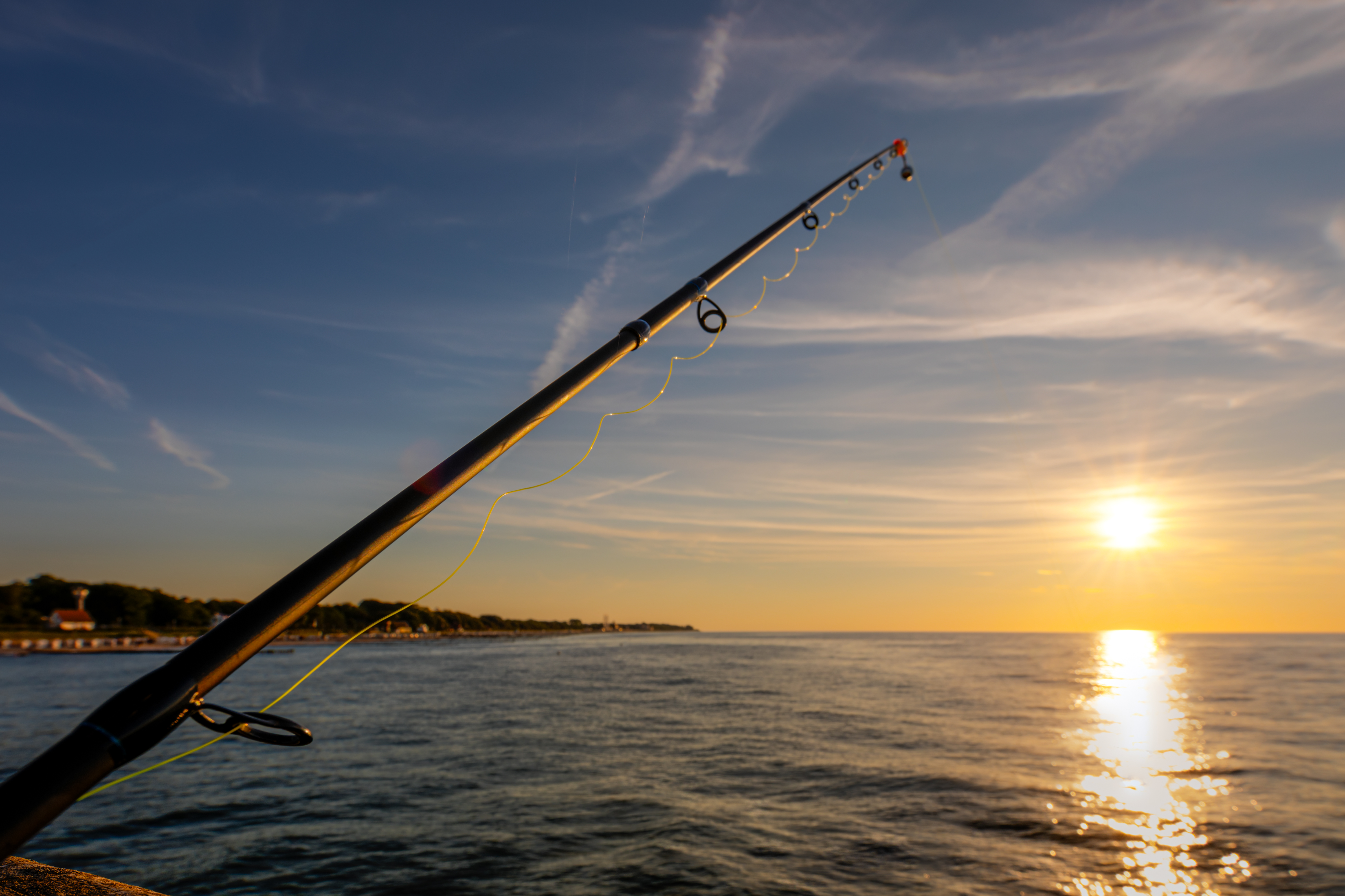
Удочка.

У́дочка (от праслав. *ǫdа) — снасть в виде гибкого хлыста, изготовляемого ранее из дерева (сейчас и из других материалов), которая предназначается для уженья — одного из видов рыбалки. 

## История
На древних египетских памятниках находится множество иероглифических изображений различной ловли рыб – удочкой, копьём, сетью и тому подобное, в реках, озерах и прудах.
Удочка (уда) состоит из удилища, лески (леса, шнурка) и оснастки (крючка). Удочки делятся на два больших класса: поплавочные и беспоплавочные. На окончание XIX столетия, на Руси (в России), уда́ (ж.), также в разных землях (краях) России имела названия, у́дочка, у́дка, удца́, уде́бка, у́дица — снаряд, для ручной ловли рыбы на крючок с наживой; || самый крючок этот; в большом виде: ко́ванец. Уды бывали:
- ручная, грузильная и поплавная или верховодка (верховодная[8]), также: червяна́я, кусовая, животна́я (на рыбку) или блесна́, с оловянною рыбкою;
- закидная (доро́жка[9], жерлица[10][11]), бывает и сандо́ва, самоловная (с насторожкой), клоковая (сомовья), тычковая, шашко́вая и прочие.[2]

## Типы поплавочных удочек
Типы поплавочных удочек:
- Маховое удилище
- Болонская удочка
- Матчевое удилище
- Штекерное удилище

## Удилище
Удилище имеет форму длинного тонкого конуса. Толстая часть, за которую рыболов держит удилище, называется комель. Противоположный тонкий конец, к которому крепится леска, — вершинка.
Материалом для удилища может быть дерево, металл или пластик. Очень хорошие удилища делаются из целого или колотого бамбука.
Длина разборного удилища определяется удобством транспортировки и может колебаться от 40 сантиметров до двух метров у штекеров. В разобранном виде все колена телескопического удилища размещаются в самом толстом и прочном нижнем, комлевом колене, которое служит футляром, защищающим удилище при перевозке.
Наиболее широко распространено применение удилищ с кольцами. По существу, удилище с кольцами является универсальным.
При всём разнообразии специализации удилищ, которую указывает производитель, одно и то же удилище можно использовать при разных способах ловли.

## Леска
На удилищах без колец леска крепится к вершинке. В толстых вершинках из стеклопластика при производстве монтируется кольцо. Леска к кольцу привязывается или пристёгивается застёжкой. На бамбуковых удилищах или толстых без кольца приматывается петля из толстой лески, через которую петля на леске накидывается на вершинку. На тонкие вершинки из углепластика приклеивается небольшой шнур или пластиковая застёжка-коннектор. Узел на шнуре образуется из затягивающейся петли на леске, в которую два раза пропускается свободный конец шнура. Узел затягивается, если потянуть за конец шнура, прикреплённый к вершинке, и леску. Для развязывания узла достаточно растянуть шнур, при этом узел ослабнет, и его можно стянуть со шнура.

## Оснастка
Оснастка — разнообразные элементы, закрепляемые на леске, необходимые для ловли рыбы, количество, расстановка и наличие которых может быть разное.
Основными элементами оснастки являются: рыболовный крючок, на который обычно насаживается приманка. Дополнительные элементы оснастки определяют способ ловли и название снасти.
Часто встречаемые элементы оснастки удочки для ловли рыбы:
- Поплавок[13]
- Грузило[13]
- Крючок[13]